# Casa de los Gobernadores
A Casa de los Gobernadores é uma mansão que foi construída originalmente para servir como residência oficial do Governador da Califórnia, localizada em Carmichael, Califórnia, na Grande Sacramento. Atualmente, serve como residência privada.

## História
As origens da Casa de los Gobernadores remontam a 1967, quando um grupo de cidadãos arrecadou US$ 200.000 para adquirir o terreno como um possível local para a mansão de um novo governador. Entre os doadores estavam Leonard Firestone e Holmes Tuttle. A propriedade em Carmichael foi posteriormente transferida para o Governo da Califórnia por escritura de concessão em 1969.
Em 1970, a Legislatura do Estado da Califórnia designou a propriedade como o local da futura mansão do governador. Em 1972, a legislatura orçou US$ 150.000 para os planos preliminares da mansão e US$ 1,3 milhão para a construção do edifício. A mansão começou a ser construída em 1974 e foi concluída em 1975, durante o mandato do governador Ronald Reagan.
Reagan nunca residiu na mansão, pois ela foi concluída após o término de seu mandato. O sucessor de Reagan, o governador Jerry Brown, optou por não morar na mansão recém-concluída.
Em 1982, a propriedade foi colocada à venda pela administração do governador Brown. No entanto, o sucessor de Brown, o governador George Deukmejian, expressou interesse em morar na mansão quando se tornou governador em janeiro de 1983, o que levou à retirada da propriedade da venda. No entanto, a pressão da legislatura levou à venda da mansão no final de 1983; agora é uma residência privada sem nenhuma conexão com o governo da Califórnia.
Em 2004, Arnold Schwarzenegger, logo após ser eleito governador, explorou a possibilidade de recomprar a propriedade para servir como residência oficial do governador, mas finalmente decidiu viajar para Sacramento em um jato particular de Los Angeles.

## Descrição
A Casa de los Gobernadores é uma mansão térrea, em estilo hacienda, com 17 cômodos, incluindo uma suíte master, quatro quartos, biblioteca, sala de estar, sala de jantar, área de recreação e quartos para hóspedes. A casa possui 11.984 pés quadrados e está localizada em um terreno de 11,3 acres com vista para o rio American.